# Rolf Schwartau
Rolf Schwartau (* 4. Juni 1944 in Hamburg-Altenwerder) ist ein ehemaliger deutscher Fußballspieler. Für den Hamburger SV hat der Offensivspieler in der Saison 1965/66 ein Spiel in der Fußball-Bundesliga absolviert. In seiner nachfolgenden Station hat der Angreifer in der zweitklassigen Fußball-Regionalliga Nord von 1966 bis 1969 beim SC Sperber Hamburg 18 Tore in insgesamt 88 Ligaspielen erzielt. 

## Sportliche Laufbahn
In der Jugendabteilung und anschließend im Seniorenbereich seines Heimatvereines FTSV Altenwerder entwickelte sich das Talent des Nachwuchsspielers Rolf „Olli“ Schwartau. Mit 19 Jahren wechselte er in die Amateurmannschaft des Bundesligisten Hamburger SV. Bereits 1964/65 kam er unter Trainer Georg Gawliczek in der Lizenzspielermannschaft in lokalen Freundschaftsspielen gegen Gegner wie Rasensport Harburg (2. September 1964), TSV Buchholz (6. Dezember 1964) und ASV Bergedorf 85 (30. März 1965) zum Einsatz. Zur Saison 1965/66 wurde der vorherige HSV-Amateur in den Profikader aufgenommen, genau wie Mannschaftskollege Helmut Sandmann. Aus dem Fußball-Westen wurden die externen Neuzugänge Egon Horst, Willi Schulz (beide FC Schalke 04) und Manfred Pohlschmidt (Preußen Münster) an den Rothenbaum geholt. Unter Trainer Gawliczek reichte es zwar zu vermehrten Freundschafts-/Trainingsspieleinsätzen, aber erst unter seinem Nachfolger Jupp Schneider wurde Schwartau in der Bundesliga eingesetzt. Am vorletzten Rundenspieltag, den 21. Mai 1966, bei einer 1:3-Heimniederlage gegen SV Werder Bremen debütierte Schwartau in der Bundesliga. Er stürmte auf Rechtsaußen und bildete zusammen mit Pohlschmidt, Uwe Seeler, Bernd und Gert Dörfel den HSV-Angriff. Zur Saison 1966/67 schloss sich Schwartau dem Regionalligaaufsteiger SC Sperber an. Bei den Grün-Weißen unterschrieben auch noch Horst Dehn, Erwin Piechowiak und Peter Wulf.
Die Mannschaft aus Alsterdorf schaffte 1966/67 mit dem 13. Rang den Klassenerhalt in der Regionalliga Nord, Schwartau hatte in 29 Einsätzen sieben Tore erzielt. Im zweiten Jahr bei Sperber, 1967/68, glänzten Schwartau und Kollegen mit 18:4 Punkten nach elf Spielen der Hinrunde, ehe es innerhalb acht Tagen, Anfang November 1967, zwei Niederlagen gegen FC St. Pauli (1:3) und den Itzehoer SV (0:3) gab. In der Rückrunde konnte die Leistung der Herbstserie nicht wiederholt werden und der SC Sperber landete am Rundenende mit 32:32 Punkten auf dem 10. Rang. Schwartau hatte nur in einem der 32 Pflichtspiele gefehlt und dabei sieben Tore erzielt. In der dritten Runde, 1968/69, ging es dramatisch in der Tabelle nach unten, am Ende belegte Sperber den 17. und letzten Rang und stieg zusammen mit den zwei Aufsteigern Heider SV und TuS Celle in das Amateurlager ab. Schwartau war dabei in 28 Spielen im Einsatz gewesen und hatte vier Tore erzielt. In den beiden DFB-Pokalspielen gegen den Bundesligisten 1. FC Nürnberg am 4. (0:0 n. V.) beziehungsweise  12. April 1969 (0:7) war der Mann aus Altenwerder ebenfalls für Sperber aufgelaufen.
Für Schwartau war der Lizenzfußball nach einem Einsatz in der 1. Bundesliga und 88 Zweitligaspielen in der Regionalliga Nord mit 18 Toren im Sommer 1969 beendet, er kehrte zur Runde 1969/70 wieder zu seinem Heimatverein FTSV Altenwerder zurück. In seiner neuen Wohnheimat war er über viele Jahre beim dortigen MTV Moisburg im Landkreis Harburg in fast allen denkbaren Funktionen über das übliche Maß hinaus im Einsatz.